# Zubří (Vsetíni járás)
Zubří település Csehországban, Vsetíni járásban. Zubří Mořkov, Veřovice, Rožnov pod Radhoštěm, Vidče, Zašová és Střítež nad Bečvou településekkel határos. Lakosainak száma 5549 fő (2024. január 1.).

## Népesség
A település lakosságának változását az alábbi diagram mutatja:
| Lakosok száma | 2554 | 2636 | 2785 | 3319 | 5378 | 5365 | 5553 | 5540 | 5450 | 5549 |
|               | 1869 | 1890 | 1921 | 1950 | 1980 | 2001 | 2017 | 2019 | 2022 | 2024 |